# Зубов-Рок
Зубов-Рок — невеликий острів біля Сітки, штат Аляска, США, біля північно-східного узбережжя острова Баранова. Розташований в районі затоки Келп, острів був внесено до Інформаційної системи географічних назв Геологічної служби США 31 березня 1981 року. Його назва датується 1895 роком як Зубов, яке було російським прізвищем, як повідомив капітан-лейтенант ВМС США Дж. Ф. Мозер. 
Зубов-Рок, яку зазвичай можна побачити під час відливів, становить близько 365,8 м протяжністю з півночі на південь. Він знаходиться приблизно 0,6 км на південний захід від острова Кроу. 